# Filippo Croccolino
Filippo Croccolino (Rivoli, 4 ottobre 2004) è un pilota automobilistico italiano.
Attualmente corre nel Campionato Italiano Gran Turismo con la scuderia Best Lap a bordo della Ferrari 296 Challenge.

## Carriera
Filippo Croccolino ha iniziato la sua carriera agonistica nel Karting all'età di otto anni, ottenendo la vittoria della Coppa Italia nel 2016 e un terzo posto alla ROK Cup Superfinal del 2017 nella categoria 60 mini su oltre 160 piloti iscritti.
Nel 2022 ha esordito nelle competizioni automobilistiche partecipando al campionato Mitjet Italia, dove ha conquistato il titolo di Campione Italiano nella categoria Junior e si è classificato quarto nella graduatoria assoluta.

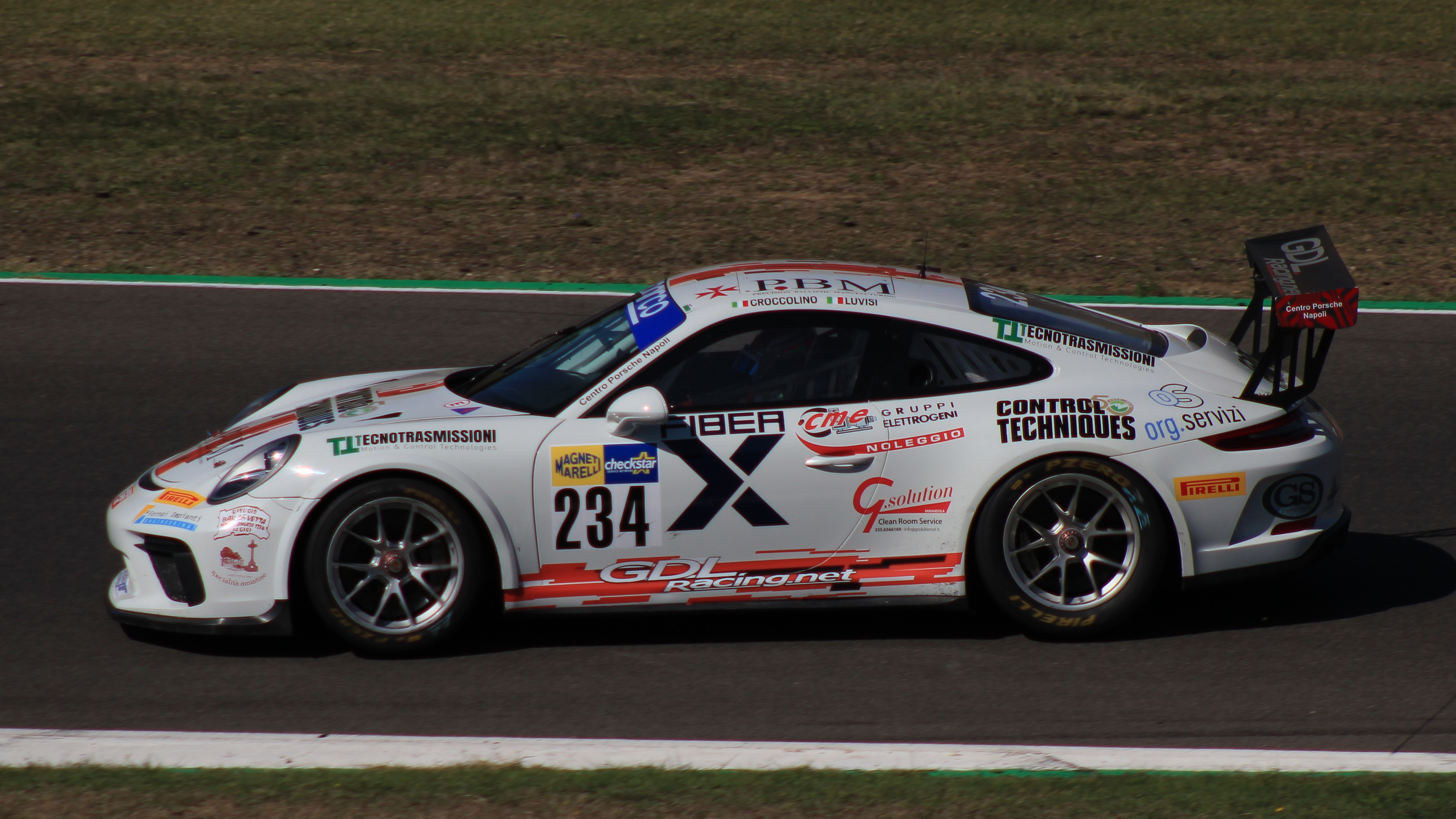
Porsche 911 GT Cup guidata da Filippo nel 2023

Nel 2023 ha debuttato nel Campionato Italiano Gran Turismo Sprint al volante della Porsche 911 GT Cup, ottenendo tre podi su 8 gare e concludendo la stagione al quinto posto nella classifica generale.

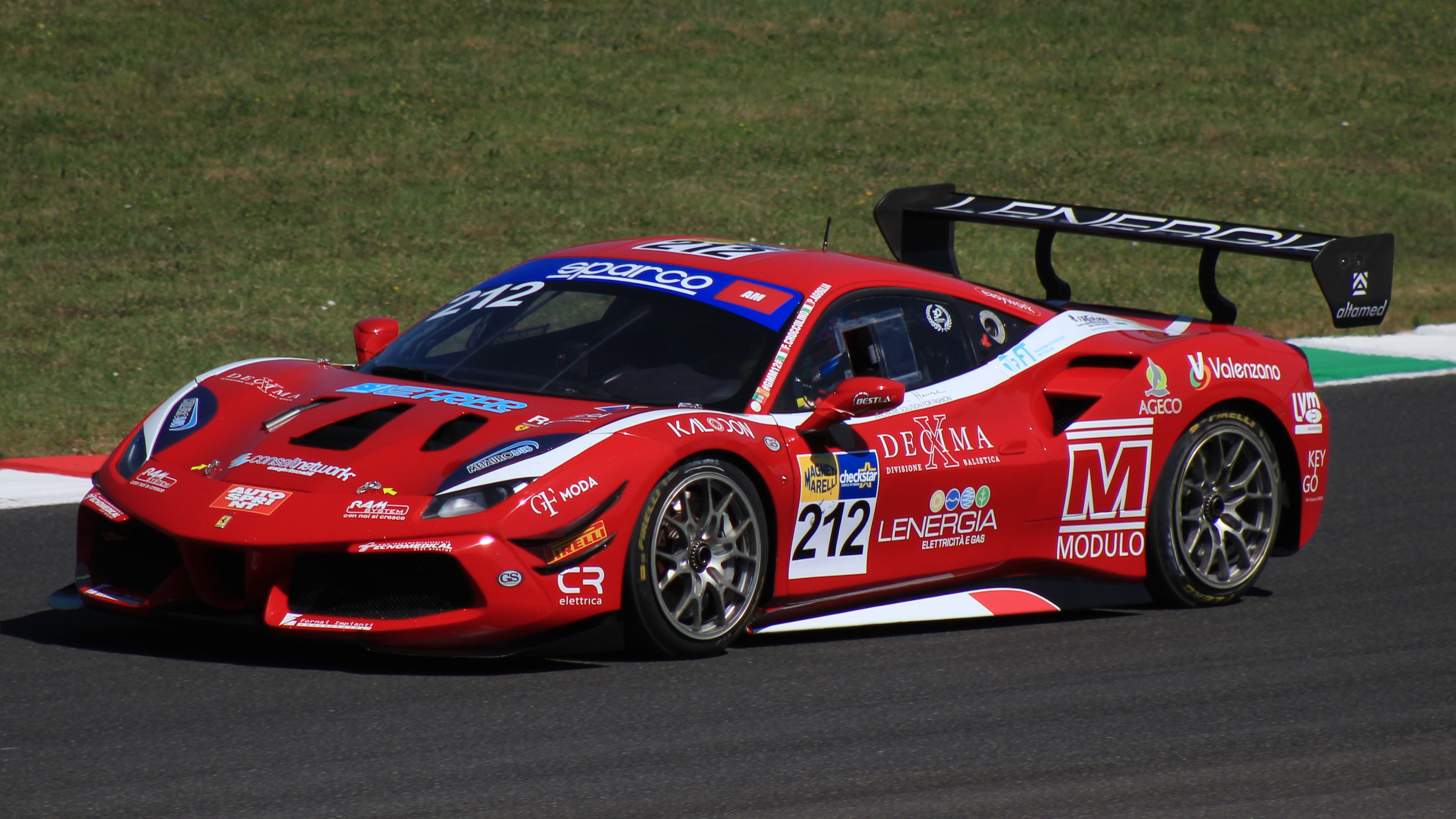
Ferrari 488 Challenge guidata da Filippo nel 2024

Nel 2024 è entrato a far parte della scuderia Ferrari Best Lap, gareggiando con la Ferrari 488 GT Cup Evo. Partecipa al Campionato Sprint e a tre gare del Campionato Endurance ottenendo un primo, un secondo e un terzo posto.
Attualmente compete con la Ferrari 296 Challenge, sempre sotto i colori del team Best Lap. Ha conquistato il terzo posto in Gara 2 nella competizione sprint disputata sul circuito di Vallelunga e il primo posto di categoria nella gara endurance tenutasi a Monza.

## Risultati

### Mitjet Italia
| Anno | Team        | Categoria | 1        | 1        | 2        | 2        | 3        | 3        | 4          | 4          | 5        | 5        | Punti | Pos. di categoria | Pos. Overall |
| ---- | ----------- | --------- | -------- | -------- | -------- | -------- | -------- | -------- | ---------- | ---------- | -------- | -------- | ----- | ----------------- | ------------ |
| 2022 | Costa Ovest | Junior    | Mugello  | Mugello  | Imola    | Imola    | Monza    | Monza    | Hockenheim | Hockenheim | Misano   | Misano   | 224   | 1                 | 4            |
| 2022 | Costa Ovest | Junior    | 9 (oa)   | 7 (oa)   | 6 (oa)   | 14 (oa)  | 6 (oa)   | 5 (oa)   | 10 (oa)    | 5 (oa)     | 11 (oa)  | 5 (oa)   | 224   | 1                 | 4            |
| 2022 | Costa Ovest | Junior    | 2 (cat.) | 1 (cat.) | 2 (cat.) | 3 (cat.) | 1 (cat.) | 1 (cat.) | 1 (cat.)   | 1 (cat.)   | 2 (cat.) | 2 (cat.) | 224   | 1                 | 4            |

oa = Overall
cat. = Categoria

### Campionato Italiano Gran Turismo

#### Risultati Campionato Italiano Gran Turismo Sprint
| Anno | Team       | Classe                    | Vettura               | 1          | 1          | 2       | 2       | 3       | 3       | 4     | 4     | Punti | Pos. |
| ---- | ---------- | ------------------------- | --------------------- | ---------- | ---------- | ------- | ------- | ------- | ------- | ----- | ----- | ----- | ---- |
| 2023 | GDL Racing | GTCUP AM                  | Porsche 991 GT3 Cup   | Misano     | Misano     | Monza   | Monza   | Mugello | Mugello | Imola | Imola | 50    | 5    |
| 2023 | GDL Racing | GTCUP AM                  | Porsche 991 GT3 Cup   | 10         | Rit        | 3       | 2       | 9       | 6       | 5     | 7     | 50    | 5    |
| 2024 | BEST LAP   | GTCUP 1a Divisione PRO-AM | Ferrari 488 Challenge | Misano     | Misano     | Imola   | Imola   | Mugello | Mugello | Monza | Monza | 38.5  | 8    |
| 2024 | BEST LAP   | GTCUP 1a Divisione PRO-AM | Ferrari 488 Challenge | Rit        | 8          | Rit     | 3       | 4       | 8       | 2     | 8     | 38.5  | 8    |
| 2025 | BEST LAP   | GTCUP 1a Divisione PRO-AM | Ferrari 296 Challenge | Vallelunga | Vallelunga | Mugello | Mugello | Imola   | Imola   | Monza | Monza | 21    |      |
| 2025 | BEST LAP   | GTCUP 1a Divisione PRO-AM | Ferrari 296 Challenge | Rit        | 3          | 9       | 6       |         |         |       |       | 21    |      |

#### Risultati Campionato Italiano Gran Turismo Endurance
| Anno | Team     | Classe                    | Vettura               | 1          | 2       | 3     | 4       | Punti | Pos. |
| ---- | -------- | ------------------------- | --------------------- | ---------- | ------- | ----- | ------- | ----- | ---- |
| 2024 | BEST LAP | GTCUP 1a Divisione AM     | Ferrari 488 Challenge | Vallelunga | Mugello | Imola | Monza   | 64    | 5    |
| 2024 | BEST LAP | GTCUP 1a Divisione AM     | Ferrari 488 Challenge | non Disp.  | 1       | 4     | 4       | 64    | 5    |
| 2025 | BEST LAP | GTCUP 1a Divisione PRO-AM | Ferrari 296 Challenge | Misano     | Monza   | Imola | Mugello | 38    |      |
| 2025 | BEST LAP | GTCUP 1a Divisione PRO-AM | Ferrari 296 Challenge | NC         | 1       | Rit   |         | 38    |      |